# Paracardiophorus nigrosuffusus
Paracardiophorus nigrosuffusus là một loài bọ cánh cứng trong họ Elateridae. Loài này được Carter miêu tả khoa học năm 1939.